# Marie Collonvillé
Marie Collonvillé, född den 23 november 1973 i Amiens, är en fransk friidrottare som tävlar i mångkamp.
Collonvillé har under 1990-talet och 2000-talet tillhört världseliten i mångkamp utan att vara absolut bäst. Vid Olympiska spelen 2004 slutade hon sjua i sjukamp och vid OS 2008 var hon tolva. Vid VM-utomhus är hennes bästa resultat en sjätte plats från VM 2005. 
Inomhus har hon blivit bronsmedaljör vid VM 2003 i femkamp.

## Personliga rekord
- Femkamp - 4 644 poäng
- Sjukamp - 6 350 poäng